# Penstemon cyaneus
Penstemon cyaneus är en grobladsväxtart som beskrevs av Francis Whittier Pennell. Penstemon cyaneus ingår i släktet penstemoner, och familjen grobladsväxter. Inga underarter finns listade i Catalogue of Life.

## Bildgalleri

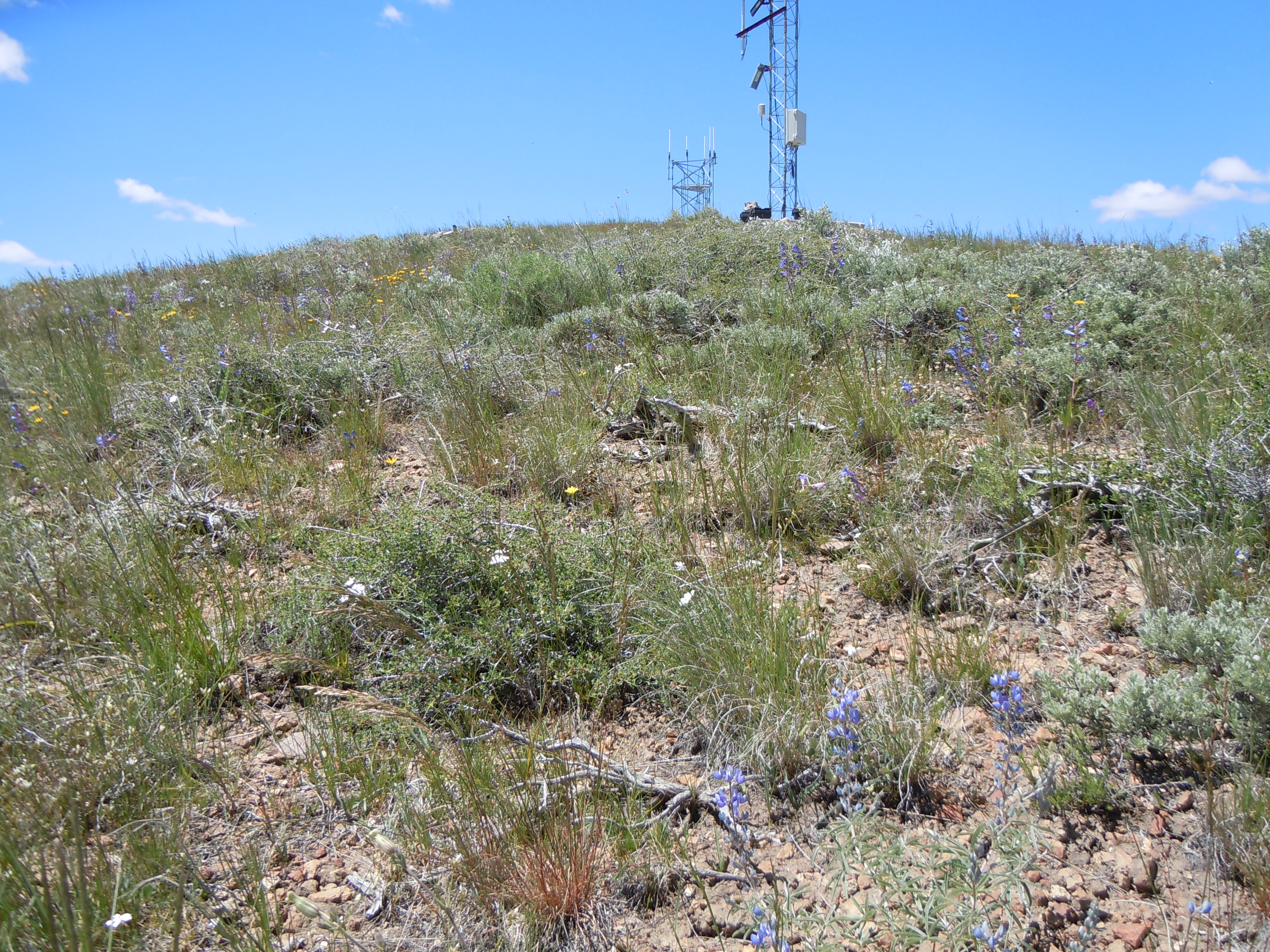
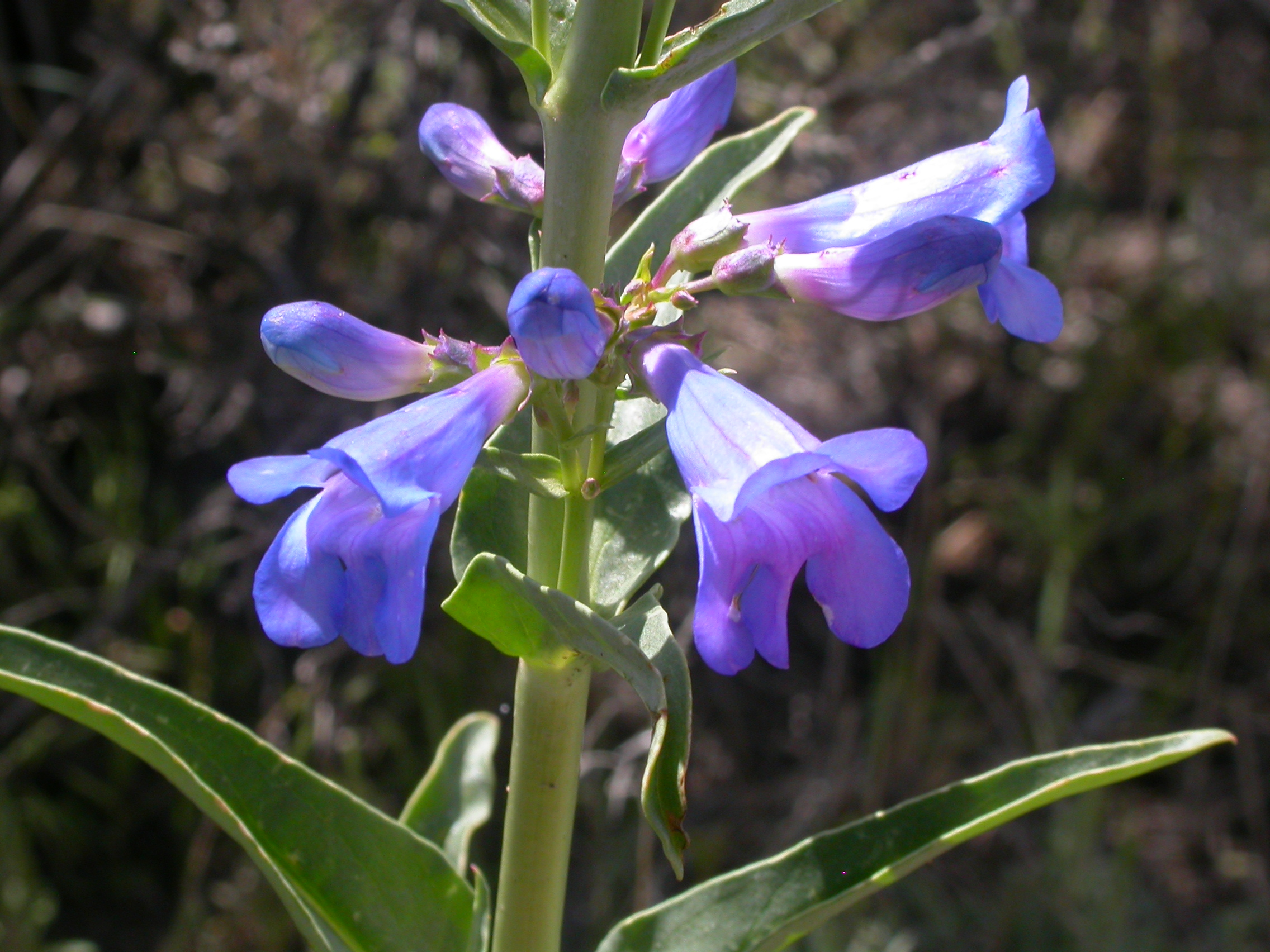
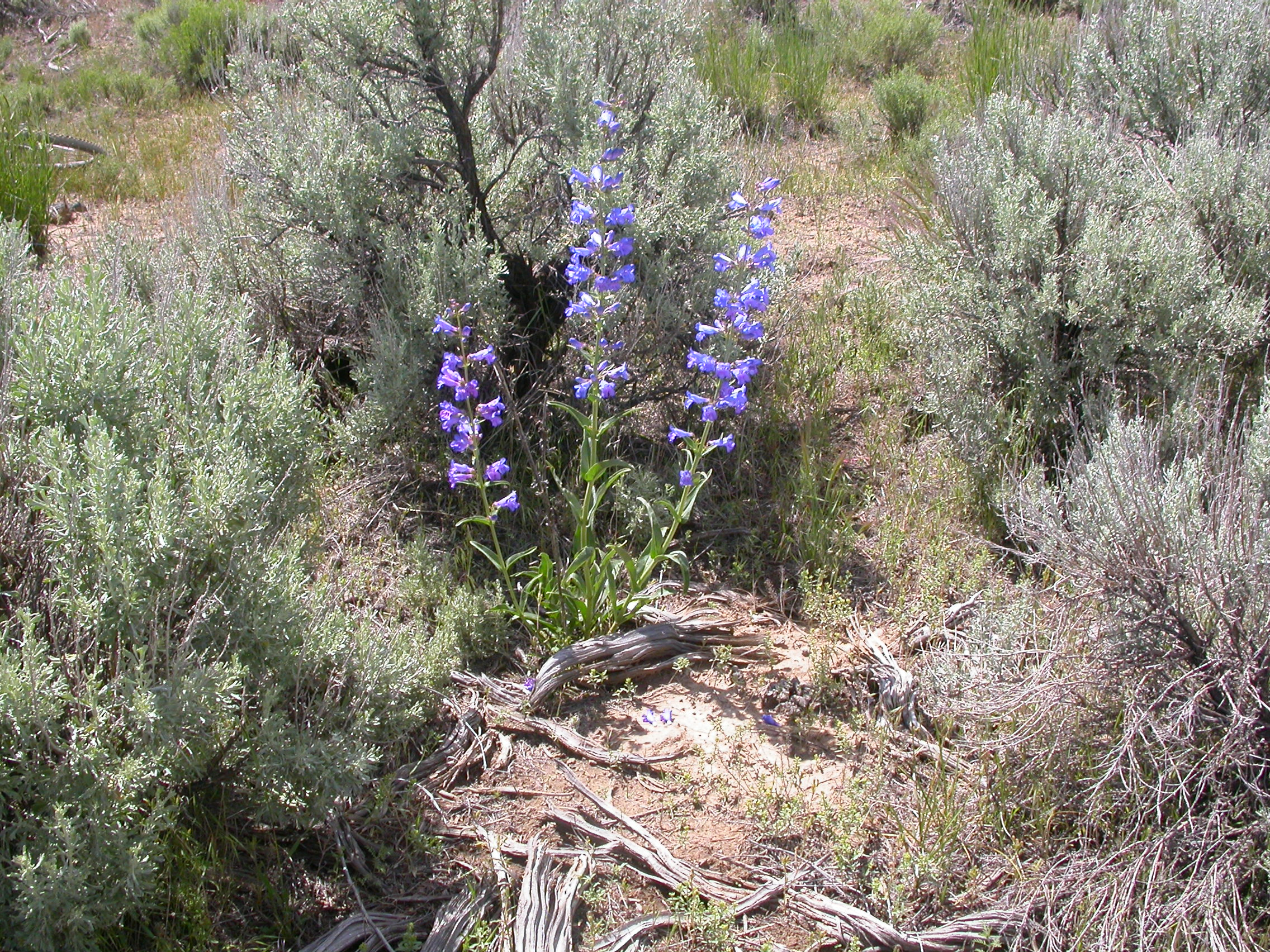
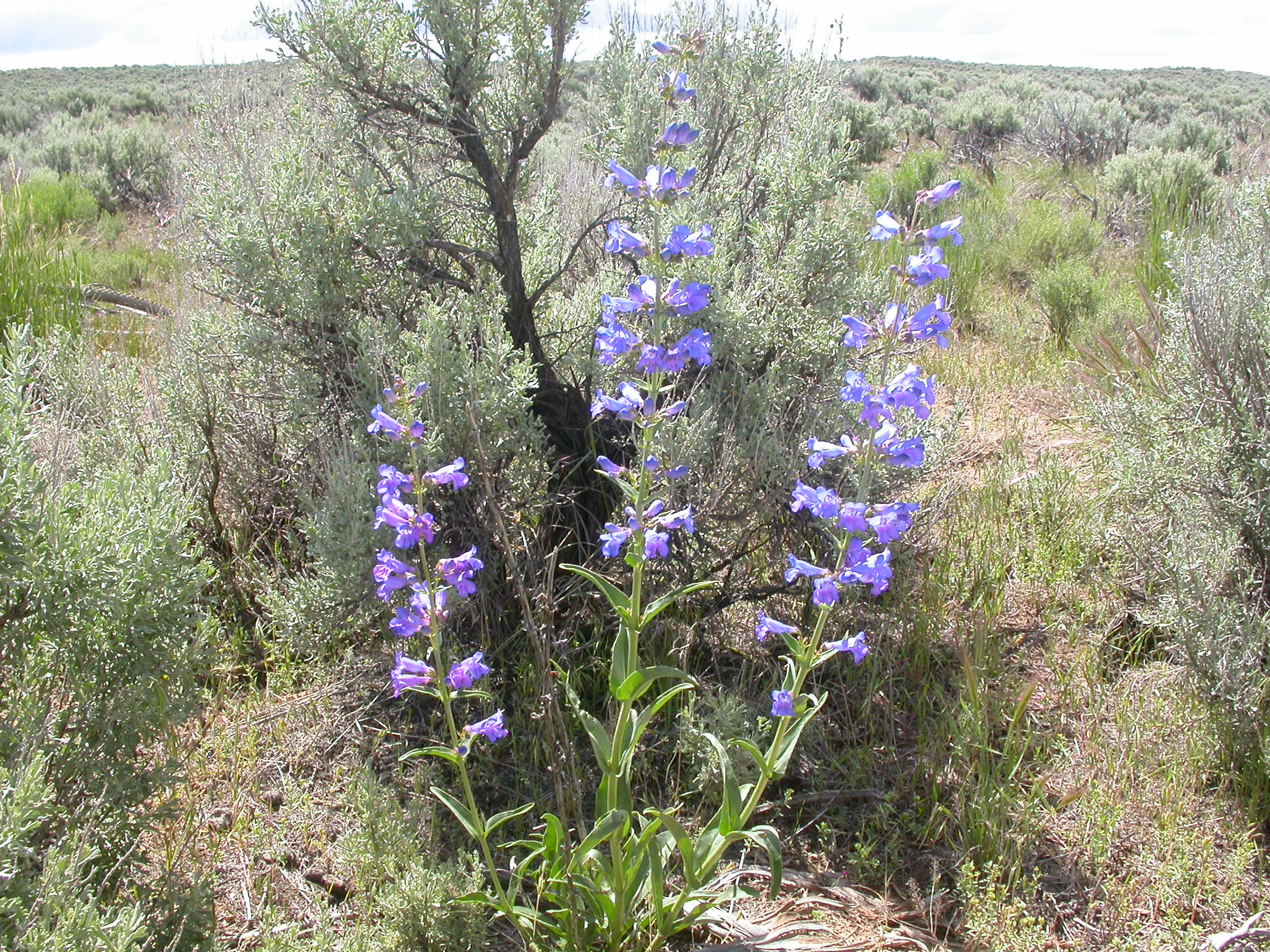
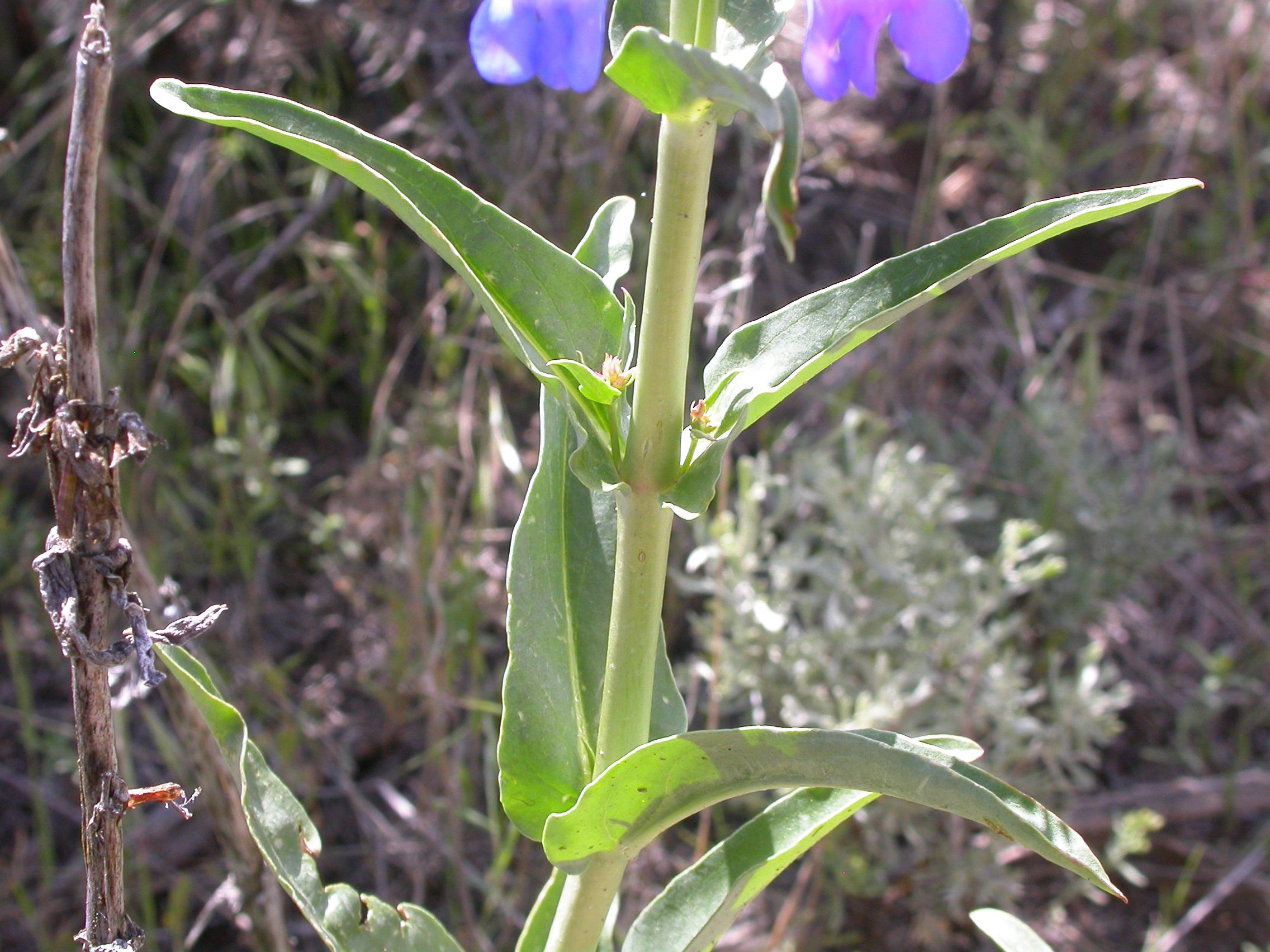
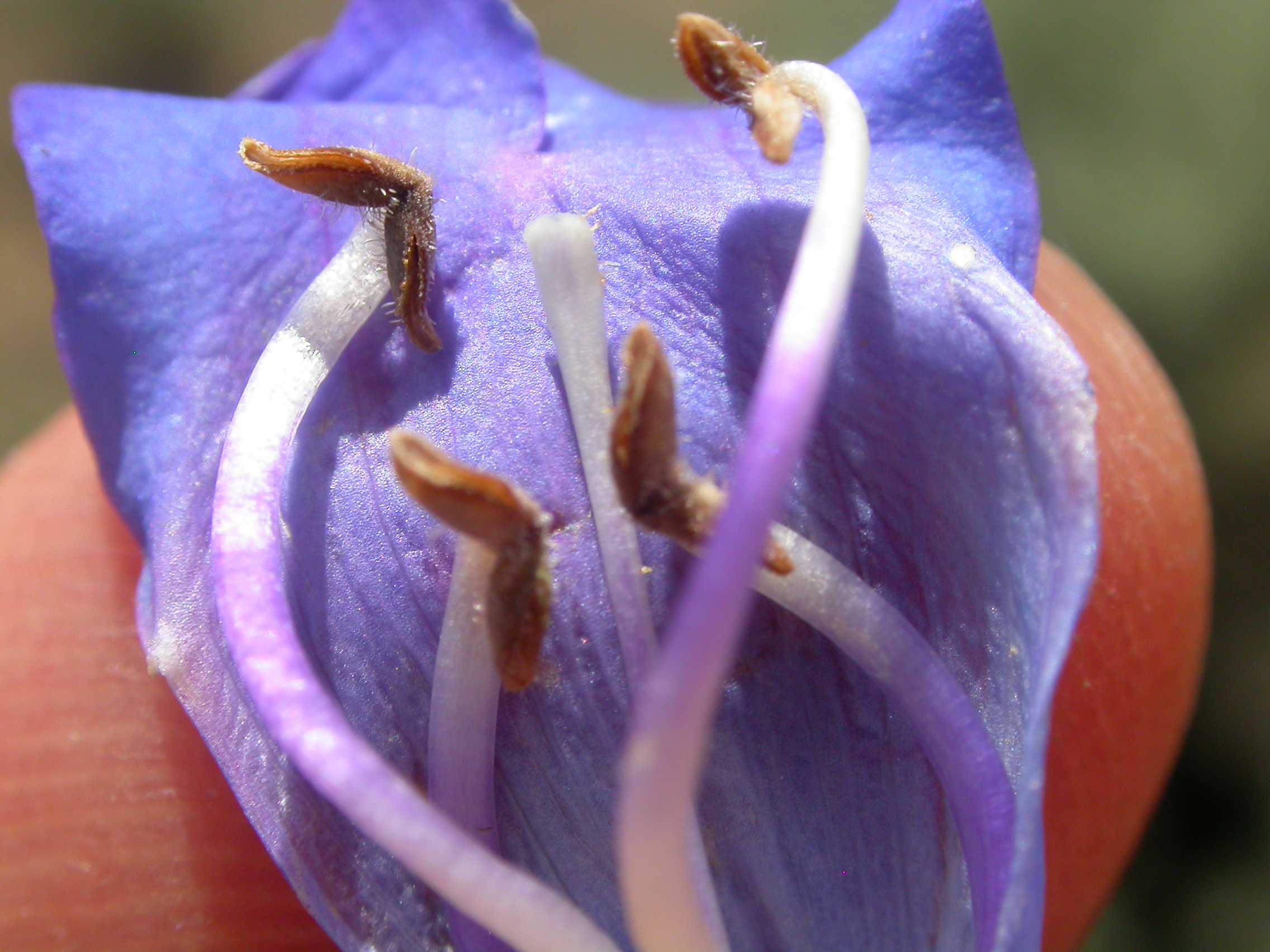